# Onslunda, Uppsala kommun
Onslunda (tidigare även Odinslunda) är en by i Tensta socken i Uppsala kommun. Byn ligger cirka 6 km sydväst om Tensta kyrka och cirka 20 km nordost om Uppsala

## Historia
Onslunda är en gammal bondby med 1000-åriga anor. Orten är främst känd för unika arkeologiska fynd på det s.k. Ryssgärdet, som utgrävdes år 2005 i samband med bygget av nya E4.
Onslunda var den gamla medeltida tingsplatsen för Norunda härad.
Onslunda drabbades svårt av den koleraepidemi som bröt ut sommaren 1857. Koleran utvecklades i vissa byar till en särskilt svår lokal epidemi. Sammanlagt insjuknade 21 personer i byn, varav 16 personer avled. Saken uppmärksammades i dåtida massmedia i och med att lantbrukaren Nils Nilsson i Onslunda (Odinslunda) avled på kolerasjukhus i Uppsala. På grund av smittorisken vägrade myndigheterna att transportera den avlidne till Tensta kyrka för jordfästning utan krävde att han begravdes på kolerakyrkogården i Uppsala.